# گیورگی وازاگاشویلی
گیورگی وازاگاشویلی (گرجی: გიორგი ვაზაგაშვილი؛ زادهٔ ۲۴ آوریل ۱۹۷۴) جودوکار اهل گرجستان است که در مسابقات کشوری و بین‌المللی در مجموع برندهٔ ۲ مدال طلا، ۲ مدال نقره، ۵ مدال برنز شده‌است.